# Moogy Klingman
Moogy Klingman (7. září 1950 – 15. listopadu 2011) byl americký hudebník. V letech 1974 až 1975 byl členem skupiny Utopia, kterou vedl kytarista Todd Rundgren. Během své následné kariéry se věnoval jak sólové kariéře, tak i spolupráci s jinými hudebníky, mezi které patří například Bette Midler, Johnny Winter, Carly Simon nebo Al Kooper. V lednu 2011 se účastnil koncertů obnovené skupiny Utopia. Zemřel v listopadu 2011 na rakovinu ve svých jedenašedesáti letech.